# ای‌بی‌اس ۱
ماهوارهٔ ABS ۱ یا LMI در ۷۵ درجه شرقی قرار دارد.

## پرتاب
این ماهواره در تاریخ ۲۶ سپتامبر ۱۹۹۹ توسط موشک پروتون در مدار قرار گرفت.
این ماهواره ساخت شرکت Lockheed Martin Corporation می‌باشد و عمر آن ۱۵ سال تخمین زده شده‌است. دارای دو ایستگاه کنترل زمینی در روسیه و بلغارستان می‌باشد.

## پوشش
این ماهواره در باند Ku دارای ۲ پوشش شمالی و جنوبی است که هر دو پوشش بخش‌های زیادی از اروپا و آسیا را در بر می‌گیرد. در باند C پوشش این ماهواره شامل آفریقا نیز می‌شود.

## شبکه‌ها
هم اکنون شبکه‌های روسی زیادی در این ماهواره قرار دارند. به غیر از شبکه‌های روسی شبکه‌هایی از تاجیکستان و افغانستان نیز بر روی این ماهواره قرار دارد.